# St. Mark’s Church (Dublin)
Die St. Mark’s Church in Dublin, Irland, ist das Kirchengebäude einer Pfingstgemeinde. Bis 1971 gehörte sie zur Church of Ireland. Das Gebäude steht unter Denkmalschutz (Nummer: 6503).

## Geschichte
Der Bau der St. Mark’s Church begann 1729, konnte aber erst 1752 abgeschlossen werden. Im Jahr 1757 wurde die St. Mark’s Church schließlich vom anglikanischen Erzbischof von Dublin, Charles Cobbe, eingeweiht. Um das Gebäude herum lag ein großer Friedhof.
Im Jahr 1971 wurde die St. Mark’s Church geschlossen und das Gebäude an das Trinity College verkauft. Fortan wurden die Räumlichkeiten für Vorlesungen und Prüfungen genutzt. Im Jahr 1986 wurde die St. Mark’s Church an eine freikirchliche Pfingstgemeinde („Family Worship Center“) verkauft. Nach aufwendigen Renovierungsarbeiten wurde die Kirche 1987 wiedereröffnet; sie wird seitdem als Gotteshaus genutzt.

## Trivia
In der St. Mark’s Church wurde der irische Schriftsteller Oscar Wilde getauft. Ebenso sind die schottischen Ingenieure Charles Spalding und Ebenezer Watson, bekannt für ihre Errungenschaften bei der Erfindung der Taucherglocke, auf dem Friedhof der St. Mark’s Church begraben.